# Chyle

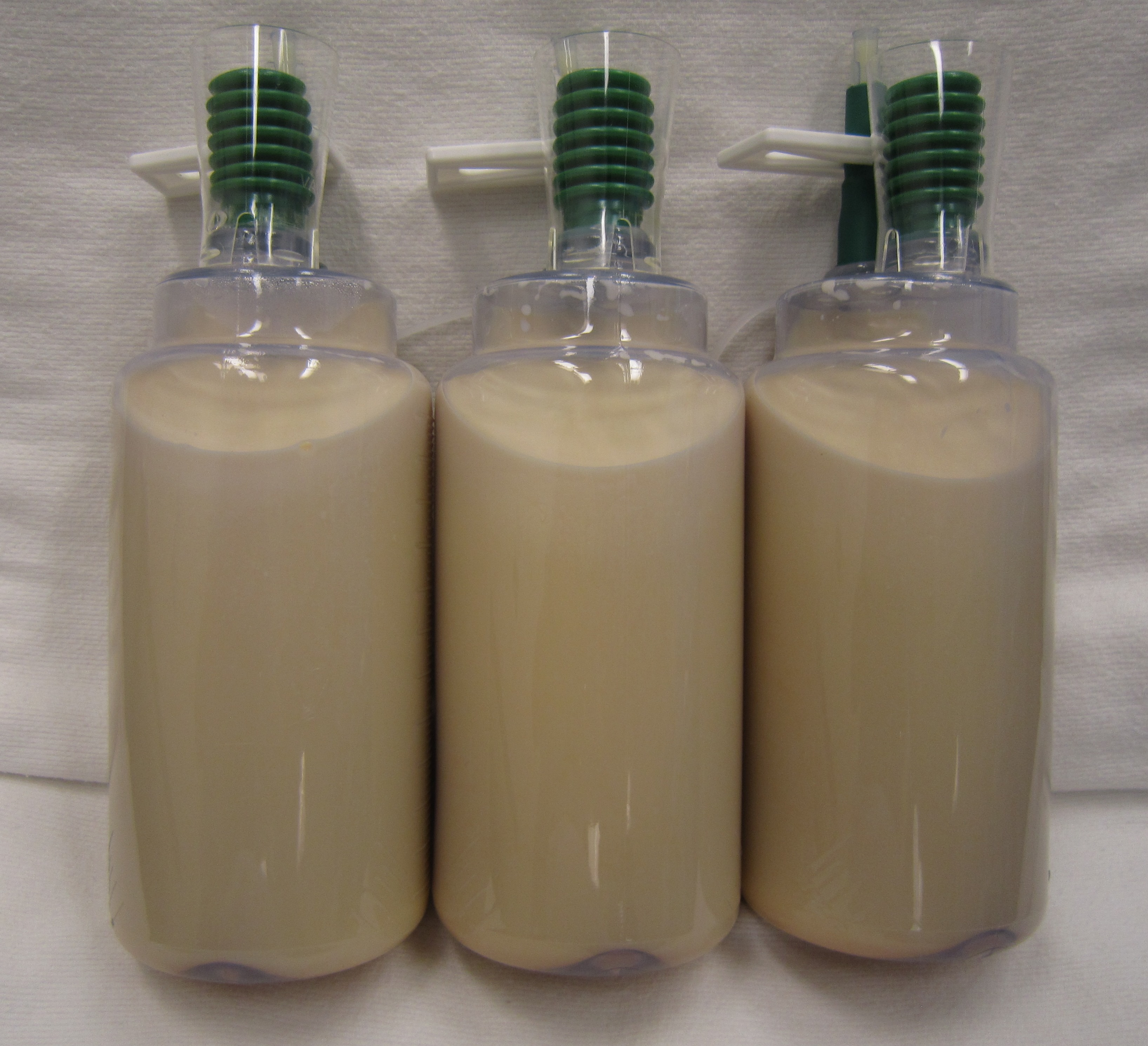
Chyle extrait lors d'une intervention pour un chylothorax.

Le chyle est un liquide blanchâtre d'aspect laiteux présent dans les vaisseaux lymphatiques de l'intestin grêle (les vaisseaux chylifères) lors de la digestion. Il est constitué du mélange des graisses et des sucs digestifs absorbés dans le jéjunum et l'iléon, ainsi que de la lymphe.

## Étymologie, vocabulaire
Le mot « chyle » provient du latin médical chylus, lui-même du grec χυλός (khulos), qui signifie suc.
Les vaisseaux chylifères sont les vaisseaux qui transportent le chyle, depuis longtemps décrits par les anatomistes